# 영국 총리의 재임 기간 목록
이 문서는 영국 총리의 재임 기간에 따른 목록이다. 재임 기간은 날짜의 차이를 기준으로 하며, 역일 수를 기준으로 계산하면 각 임기마다 하루가 더 많아진다.
총리(prime minister)라는 용어는 18세기 초에 정부 수반, 주로 재무부 장관의 비공식적인 직함으로 등장했다. 예를 들어, 조너선 스위프트는 1713년에 앤 여왕의 재무장관이자 수석 장관이었던 시드니 고돌핀과 로버트 할리를 언급하며 "우리 사이에서 흔히 총리라 불리는 사람들"이 있었다고 썼다. 로버트 월폴은 첫 총리로 여겨지며, 1721년에 그레이트브리튼의 제1대장경이 되었다. 이 목록에는 그레이트브리튼 왕국, 그레이트브리튼 아일랜드 연합왕국, 그리고 현대의 그레이트브리튼 북아일랜드 연합왕국의 모든 총리가 포함된다.

## 주요 재임 기간
과거 57명의 총리 중 9명은 10년 이상 재임했고, 8명은 1년 미만으로 재임했다. 로버트 월폴은 총리(당시 그레이트브리튼)로 20년 이상 재임한 유일한 인물이다. 리즈 트러스는 7주 만에 사임하여 최단수 총리가 되었다. 이전 최단 재임 기간은 조지 캐닝으로, 취임 후 4개월도 채 되지 않아 사망했다. 1979년부터 1990년까지 11년 208일간 재임한 마거릿 대처는 현대 역사상 최장수 총리이자 공식적으로 그렇게 불린 총리 중 가장 오래 재임했다. 윌리엄 글래드스턴은 네 번의 별개의 임기를 지낸 유일한 인물이다.

## 재임 기간별 총리 목록
- 보수당 (20)
- 휘그당 (16)
- 토리당 (10)
- 노동당 (7)
- 자유당 (7)
- 스코틀랜드 연합주의자당 (2)
- 국민노동당 (1)
- Peelite (1)

| 순위 | 순위                        | 초상화                          | 총리                     | 정당                           | 취임             | 퇴임                                          | 재임 기간 (단일)                              | 재임 기간 (총)                                | 퇴임 사유           | Ref.               |
| ---- | --------------------------- | ------------------------------- | ------------------------ | ------------------------------ | ---------------- | --------------------------------------------- | --------------------------------------------- | --------------------------------------------- | ------------------- | ------------------ |
| 1    |                             | 로버트 월폴                     | 로버트 월폴 경           | 휘그당                         | 1721년 4월 3일   | 1742년 2월 11일                               | 20년 315일                                    | 20년 315일                                    | 사임                | [ 5 ]              |
| 2    |                             | 윌리엄 피트 (1759년)            | 윌리엄 피트              | 토리당 (피트파)                | 1783년 12월 19일 | 1801년 3월 14일                               | 17년 86일                                     | Error: Second date should be year, month, day | 사임                | [ 5 ]              |
| 2    | 1804년 5월 10일             | 윌리엄 피트 (1759년)            | 윌리엄 피트              | 토리당 (피트파)                | 1806년 1월 23일  | 1년 259일                                     | 사망                                          | Error: Second date should be year, month, day |                     | [ 5 ]              |
| 3    | 로버트 젱킨슨               | 리버풀 백작                     | 토리당 (피트파)          | 1812년 6월 8일                 | 1827년 4월 9일   | 14년 306일                                    | 14년 306일                                    | 질병으로 인한 사임                            | [ 11 ]              |                    |
| 4    |                             | 사진                            | 솔즈베리 후작            | 보수당                         | 1885년 6월 23일  | 1886년 1월 28일                               | 220일                                         | Error: Second date should be year, month, day | [ 11 ]              | 사임               |
| 4    | 1886년 7월 25일             | 사진                            | 솔즈베리 후작            | 보수당                         | 1892년 8월 11일  | 6년 18일                                      | 선거 패배                                     | Error: Second date should be year, month, day | [ 11 ]              |                    |
| 4    | 1895년 6월 25일             | 사진                            | 솔즈베리 후작            | 보수당                         | 1902년 7월 11일  | 7년 17일                                      | 질병으로 인한 사임                            | Error: Second date should be year, month, day | [ 11 ]              |                    |
| 5    |                             | 사진                            | 윌리엄 유어트 글래드스턴 | 자유당                         | 1868년 12월 3일  | 1874년 2월 17일                               | 5년 77일                                      | Error: Second date should be year, month, day | [ 11 ]              | 선거 패배          |
| 5    | 1880년 4월 23일             | 사진                            | 윌리엄 유어트 글래드스턴 | 자유당                         | 1885년 6월 9일   | 5년 48일                                      | 선거 패배                                     | Error: Second date should be year, month, day | [ 11 ]              |                    |
| 5    | 1886년 2월 1일              | 사진                            | 윌리엄 유어트 글래드스턴 | 자유당                         | 1886년 7월 20일  | 170일                                         | 사임                                          | Error: Second date should be year, month, day | [ 11 ]              |                    |
| 5    | 1892년 8월 15일             | 사진                            | 윌리엄 유어트 글래드스턴 | 자유당                         | 1894년 3월 2일   | 1년 200일                                     | 사임                                          | Error: Second date should be year, month, day | [ 11 ]              |                    |
| 6    |                             | 노스 경 프레더릭 노스           | 노스 경                  | 토리당 (노스파)                | 1770년 1월 28일  | 1782년 3월 27일                               | Error: Second date should be year, month, day | Error: Second date should be year, month, day | [ 11 ]              | 사임               |
| 7    |                             | 사진                            | 마거릿 대처              | 보수당                         | 1979년 5월 4일   | 1990년 11월 28일                              | 11년 209일                                    | 11년 209일                                    | [ 11 ]              | 사임               |
| 8    |                             | 헨리 펠럼                       | 헨리 펠럼                | 휘그당                         | 1743년 8월 27일  | 1754년 3월 6일                                | Error: Second date should be year, month, day | Error: Second date should be year, month, day | [ 11 ]              | 사망               |
| 9    |                             | 사진                            | 토니 블레어              | 노동당                         | 1997년 5월 2일   | 2007년 6월 27일                               | 10년 57일                                     | 10년 57일                                     | [ 11 ]              | 사임               |
| 10   |                             | 사진                            | 파머스턴 자작            | 휘그당                         | 1855년 2월 6일   | 1858년 2월 19일                               | 3년 14일                                      | Error: Second date should be year, month, day | 사임                | [ 5 ]              |
| 10   |                             | 사진                            | 파머스턴 자작            | 자유당                         | 1859년 6월 12일  | 1865년 10월 18일                              | 6년 129일                                     | Error: Second date should be year, month, day | 사망                | [ 5 ]              |
| 11   |                             | 사진                            | H. H. 애스퀴스           | 자유당                         | 1908년 4월 8일   | 1916년 12월 5일                               | 8년 243일                                     | 8년 243일                                     | 사임                | [ 11 ]             |
| 12   |                             | 사진                            | 윈스턴 처칠 경           | 보수당                         | 1940년 5월 10일  | 1945년 7월 26일                               | 5년 78일                                      | Error: Second date should be year, month, day | 선거 패배           | [ 5 ]              |
| 12   | 1951년 10월 26일            | 사진                            | 윈스턴 처칠 경           | 보수당                         | 1955년 4월 5일   | 3년 162일                                     | 질병으로 인한 사임                            | Error: Second date should be year, month, day |                     | [ 5 ]              |
| 13   |                             | 사진                            | 해럴드 윌슨              | 노동당                         | 1964년 10월 16일 | 1970년 6월 19일                               | 5년 247일                                     | Error: Second date should be year, month, day | 선거 패배           | [ 11 ]             |
| 13   | 1974년 3월 4일              | 사진                            | 해럴드 윌슨              | 노동당                         | 1976년 4월 5일   | 2년 33일                                      | 사임                                          | Error: Second date should be year, month, day |                     | [ 11 ]             |
| 14   |                             | 토머스 펠럼홀스                 | 뉴캐슬 공작              | 휘그당                         | 1754년 3월 16일  | 1756년 11월 11일                              | 2년 241일                                     | Error: Second date should be year, month, day | 해고                | [ 5 ]              |
| 14   | 1757년 6월 29일             | 토머스 펠럼홀스                 | 뉴캐슬 공작              | 휘그당                         | 1762년 5월 26일  | 4년 332일                                     | 해고                                          | Error: Second date should be year, month, day |                     | [ 5 ]              |
| 15   |                             | 사진                            | 스탠리 볼드윈            | 보수당                         | 1923년 5월 22일  | 1924년 1월 22일                               | 246일                                         | Error: Second date should be year, month, day | 선거 후 과반수 부족 | [ 5 ]              |
| 15   | 1924년 11월 4일             | 사진                            | 스탠리 볼드윈            | 보수당                         | 1929년 6월 4일   | 4년 213일                                     | 선거 패배                                     | Error: Second date should be year, month, day |                     | [ 5 ]              |
| 15   | 1935년 6월 7일              | 사진                            | 스탠리 볼드윈            | 보수당                         | 1937년 5월 28일  | 1년 356일                                     | 사임                                          | Error: Second date should be year, month, day |                     | [ 5 ]              |
| 16   | 사진                        | 벤저민 디즈레일리               | 보수당                   | 1868년 2월 27일                | 1868년 12월 1일  | 279일                                         | Error: Second date should be year, month, day | 선거                                          |                     | [ 5 ]              |
| 16   | 사진                        | 벤저민 디즈레일리               | 보수당                   | 1874년 2월 20일                | 1880년 4월 21일  | 6년 62일                                      | Error: Second date should be year, month, day | 선거                                          |                     | [ 5 ]              |
| 17   |                             | 사진                            | 램지 맥도널드            | 노동당                         | 1924년 1월 22일  | 1924년 11월 4일                               | 288일                                         | Error: Second date should be year, month, day | 선거 패배           | [ 5 ]              |
| 17   | 노동당 / 국민노동당         | 사진                            | 램지 맥도널드            | 1929년 6월 5일                 | 1935년 6월 7일   | 6년 3일                                       | 질병으로 인한 사임                            | Error: Second date should be year, month, day |                     | [ 5 ]              |
| 17   | 노동당 / 국민노동당         | 사진                            | 램지 맥도널드            | 1929년 6월 5일                 | 1935년 6월 7일   | 6년 3일                                       | 질병으로 인한 사임                            | Error: Second date should be year, month, day |                     | [ 5 ]              |
| 18   |                             | 사진                            | 해럴드 맥밀런            | 보수당                         | 1957년 1월 10일  | 1963년 10월 18일                              | Error: Second date should be year, month, day | Error: Second date should be year, month, day | 질병으로 인한 사임  | [ 11 ]             |
| 19   |                             | 제2대 멜버른 자작 윌리엄 램     | 멜버른 자작              | 휘그당                         | 1834년 7월 16일  | 1834년 11월 14일                              | 122일                                         | Error: Second date should be year, month, day | 해고                | [ 5 ]              |
| 19   | 1835년 4월 18일             | 제2대 멜버른 자작 윌리엄 램     | 멜버른 자작              | 휘그당                         | 1841년 8월 30일  | 6년 135일                                     | 선거 패배                                     | Error: Second date should be year, month, day |                     | [ 5 ]              |
| 20   |                             | 사진                            | 존 메이저                | 보수당                         | 1990년 11월 28일 | 1997년 5월 2일                                | 6년 156일                                     | 6년 156일                                     | 선거 패배           | [ 5 ]              |
| 21   |                             | 사진                            | 존 러셀 경               | 휘그당                         | 1846년 6월 30일  | 1852년 2월 21일                               | 5년 237일                                     | Error: Second date should be year, month, day | 선거 패배           | [ 5 ]              |
| 21   |                             | 사진                            | 존 러셀 경               | 자유당                         | 1865년 10월 29일 | 1866년 6월 26일                               | 241일                                         | Error: Second date should be year, month, day | 사임                | [ 5 ]              |
| 22   |                             | 사진                            | 클레멘트 애틀리          | 노동당                         | 1945년 7월 26일  | 1951년 10월 26일                              | 6년 93일                                      | 6년 93일                                      | 선거 패배           | [ 11 ]             |
| 23   |                             | 사진                            | 데이비드 캐머런          | 보수당                         | 2010년 5월 11일  | 2016년 7월 13일                               | 6년 64일                                      | 6년 64일                                      | 사임                | [ 11 ]             |
| 24   |                             | 사진                            | 데이비드 로이드 조지     | 자유당                         | 1916년 12월 6일  | 1922년 10월 19일                              | 5년 318일                                     | 5년 318일                                     | 사임                | [ 5 ]              |
| 25   |                             | 로버트 필                       | 로버트 필 경             | 보수당                         | 1834년 12월 10일 | 1835년 4월 8일                                | 120일                                         | Error: Second date should be year, month, day | 선거 패배           | [ 11 ]             |
| 25   | 1841년 8월 30일             | 로버트 필                       | 로버트 필 경             | 보수당                         | 1846년 6월 29일  | 4년 304일                                     | 사임                                          | Error: Second date should be year, month, day |                     | [ 11 ]             |
| 26   | 판화                        | 더비 백작                       | 보수당                   | 1852년 2월 23일                | 1852년 12월 17일 | 299일                                         | Error: Second date should be year, month, day | 불신임 투표                                   |                     | [ 11 ]             |
| 26   | 판화                        | 더비 백작                       | 보수당                   | 1858년 2월 20일                | 1859년 6월 11일  | 1년 112일                                     | Error: Second date should be year, month, day | 불신임 투표                                   |                     | [ 11 ]             |
| 26   | 판화                        | 더비 백작                       | 보수당                   | 1866년 6월 28일                | 1868년 2월 25일  | 1년 243일                                     | Error: Second date should be year, month, day | 질병으로 인한 사임                            |                     | [ 11 ]             |
| 27   | 사진                        | 에드워드 히스                   | 보수당                   | 1970년 6월 19일                | 1974년 3월 4일   | Error: Second date should be year, month, day | Error: Second date should be year, month, day | 선거 패배                                     |                     | [ 11 ]             |
| 28   |                             | 제2대 그레이 백작 찰스 그레이   | 그레이 백작              | 휘그당                         | 1830년 11월 22일 | 1834년 7월 9일                                | Error: Second date should be year, month, day | Error: Second date should be year, month, day | 사임                | [ 5 ]              |
| 29   |                             | 사진                            | 아서 밸푸어              | 보수당                         | 1902년 7월 12일  | 1905년 12월 4일                               | Error: Second date should be year, month, day | Error: Second date should be year, month, day | 사임                | [ 5 ]              |
| 30   |                             | 윌리엄 캐번디시벤팅크           | 포틀랜드 공작            | 휘그당                         | 1783년 4월 2일   | 1783년 12월 18일                              | 261일                                         | Error: Second date should be year, month, day | 상원에서 투표 패배  | [ 11 ]             |
| 30   |                             | 윌리엄 캐번디시벤팅크           | 포틀랜드 공작            | 토리당 (피트파)                | 1807년 3월 31일  | 1809년 10월 4일                               | 2년 188일                                     | Error: Second date should be year, month, day | 질병으로 인한 사임  | [ 11 ]             |
| 31   |                             | 제1대 시드머스 자작 헨리 애딩턴 | 헨리 애딩턴              | 토리당 (피트파)                | 1801년 3월 17일  | 1804년 5월 10일                               | 3년 55일                                      | 3년 55일                                      | 교체됨              | [ 11 ]             |
| 32   |                             | 사진                            | 보리스 존슨              | 보수당                         | 2019년 7월 24일  | 2022년 9월 6일                                | 3년 45일                                      | 3년 45일                                      | 사임                | [ 11 ]             |
| 33   |                             | 사진                            | 제임스 캘러헌            | 노동당                         | 1976년 4월 5일   | 1979년 5월 4일                                | 3년 30일                                      | 3년 30일                                      | 선거 패배           | [ 5 ]              |
| 34   |                             | 사진                            | 테리사 메이              | 보수당                         | 2016년 7월 13일  | 2019년 7월 24일                               | 3년 12일                                      | 3년 12일                                      | 사임                | [ 11 ]             |
| 35   | 사진                        | 네빌 체임벌린                   | 보수당                   | 1937년 5월 28일                | 1940년 5월 10일  | 2년 357일                                     | 2년 357일                                     | 사임                                          | [ 5 ]               |                    |
| 36   |                             | 제1대 웰링턴 공작 아서 웰즐리   | 웰링턴 공작              | 토리당                         | 1828년 1월 22일  | 1830년 11월 16일                              | 2년 299일                                     | Error: Second date should be year, month, day | [ 5 ]               | 교체됨             |
| 36   | 1834년 11월 17일            | 제1대 웰링턴 공작 아서 웰즐리   | 웰링턴 공작              | 토리당                         | 1834년 12월 9일  | 23일                                          | 임시직                                        | Error: Second date should be year, month, day | [ 5 ]               |                    |
| 37   |                             | 사진                            | 고든 브라운              | 노동당                         | 2007년 6월 27일  | 2010년 5월 11일                               | 2년 319일                                     | 2년 319일                                     | [ 5 ]               | 선거 패배          |
| 38   |                             | 스펜서 퍼시벌                   | 스펜서 퍼시벌            | 토리당 (피트파)                | 1809년 10월 4일  | 1812년 5월 11일                               | Error: Second date should be year, month, day | Error: Second date should be year, month, day | [ 5 ]               | 암살               |
| 39   |                             | 사진                            | 헨리 캠벨배너먼 경       | 자유당                         | 1905년 12월 5일  | 1908년 4월 3일                                | 2년 121일                                     | 2년 121일                                     | [ 5 ]               | 질병으로 인한 사임 |
| 40   |                             | 조지 그렌빌                     | 조지 그렌빌              | 휘그당 (그렌빌파 휘그당)       | 1763년 4월 16일  | 1765년 7월 10일                               | 2년 86일                                      | 2년 86일                                      | 교체됨              | [ 11 ]             |
| 41   | 제1대 채텀 백작 윌리엄 피트 | 채텀 백작                       | 휘그당 (채텀파)          | 1766년 7월 30일                | 1768년 10월 14일 | Error: Second date should be year, month, day | Error: Second date should be year, month, day | 질병으로 인한 사임                            |                     | [ 11 ]             |
| 42   |                             | 판화                            | 애버딘 백작              | 필당                           | 1852년 12월 19일 | 1855년 1월 30일                               | Error: Second date should be year, month, day | Error: Second date should be year, month, day | 사임                | [ 5 ]              |
| 43   |                             | 사진                            | 앤서니 이든 경           | 보수당                         | 1955년 4월 6일   | 1957년 1월 9일                                | Error: Second date should be year, month, day | Error: Second date should be year, month, day | 질병으로 인한 사임  | [ 11 ]             |
| 44   | 사진                        | 리시 수낵                       | 보수당                   | 2022년 10월 25일               | 2024년 7월 5일   | 1년 255일                                     | 1년 255일                                     | 선거 패배                                     |                     | [ 11 ]             |
| 45   |                             | 스펜서 콤프턴                   | 윌밍턴 백작              | 휘그당                         | 1742년 2월 16일  | 1743년 7월 2일                                | 1년 137일                                     | 1년 137일                                     | 사망                | [ 11 ]             |
| 46   |                             | 찰스 왓슨웬트워스               | 로킹엄 후작              | 휘그당 (로킹엄파)              | 1765년 7월 13일  | 1766년 7월 30일                               | 1년 18일                                      | Error: Second date should be year, month, day | 사임                | [ 5 ]              |
| 46   | 1782년 3월 27일             | 찰스 왓슨웬트워스               | 로킹엄 후작              | 휘그당 (로킹엄파)              | 1782년 7월 1일   | 97일                                          | 사망                                          | Error: Second date should be year, month, day |                     | [ 5 ]              |
| 47   |                             | 사진                            | 로즈베리 백작            | 자유당                         | 1894년 3월 5일   | 1895년 6월 22일                               | 1년 110일                                     | 1년 110일                                     | 선거                | [ 11 ]             |
| 48   |                             | 오거스터스 피츠로이             | 그래프턴 공작            | 휘그당 (채텀파)                | 1768년 10월 14일 | 1770년 1월 28일                               | Error: Second date should be year, month, day | Error: Second date should be year, month, day | 사임                | [ 5 ]              |
| 49   | 윌리엄 그렌빌               | 그렌빌 경                       | 휘그당                   | 1806년 2월 11일                | 1807년 3월 25일  | Error: Second date should be year, month, day | Error: Second date should be year, month, day | 교체됨                                        | [ 11 ]              |                    |
| 50   |                             | 사진                            | 키어 스타머 경           | 노동당                         | 2024년 7월 5일   | 현직                                          | Error: Need valid year, month, day            | Error: Need valid year, month, day            | [ 11 ]              |                    |
| 51   |                             | 사진                            | 앨릭 더글러스흄 경       | 보수당 (스코틀랜드 연합주의자) | 1963년 10월 19일 | 1964년 10월 16일                              | 364일                                         | 364일                                         | 선거 패배           | [ 11 ]             |
| 52   |                             | 존 스튜어트                     | 뷰트 백작                | 토리당                         | 1762년 5월 26일  | 1763년 4월 8일                                | Error: Second date should be year, month, day | Error: Second date should be year, month, day | 사임                | [ 5 ]              |
| 53   |                             | 윌리엄 페티                     | 셸번 백작                | 휘그당 (채텀파)                | 1782년 7월 4일   | 1783년 3월 26일                               | Error: Second date should be year, month, day | Error: Second date should be year, month, day | 교체됨              | [ 11 ]             |
| 54   |                             | 윌리엄 캐번디시                 | 데번셔 공작              | 휘그당                         | 1756년 11월 16일 | 1757년 6월 29일                               | Error: Second date should be year, month, day | Error: Second date should be year, month, day | 교체됨              | [ 5 ]              |
| 55   |                             | 사진                            | 앤드루 보너 로           | 보수당 (스코틀랜드 연합주의자) | 1922년 10월 23일 | 1923년 5월 20일                               | Error: Second date should be year, month, day | Error: Second date should be year, month, day | 질병으로 인한 사임  | [ 5 ]              |
| 56   |                             | F. J. 로빈슨                    | 고드리치 자작            | 토리당 (캐닝파)                | 1827년 8월 31일  | 1828년 1월 8일                                | Error: Second date should be year, month, day | Error: Second date should be year, month, day | 교체됨              |                    |
| 57   |                             | 조지 캐닝                       | 조지 캐닝                | 토리당 (캐닝파)                | 1827년 4월 12일  | 1827년 8월 8일                                | Error: Second date should be year, month, day | Error: Second date should be year, month, day | 사망                | [ 11 ]             |
| 58   |                             | 사진                            | 리즈 트러스              | 보수당                         | 2022년 9월 6일   | 2022년 10월 25일                              | Error: Second date should be year, month, day | Error: Second date should be year, month, day | 사임                | [ 4 ] [ 11 ]       |

### 논쟁 중
|               | 초상화                                      | 총리              | 정당            | 취임            | 퇴임            | 재임 기간 | 퇴임 사유 |
| ------------- | ------------------------------------------- | ----------------- | --------------- | --------------- | --------------- | --------- | --------- |
|               | 제2대 월드그레이브 백작 제임스 월드그레이브 | 월드그레이브 백작 | 휘그당          | 1757년 6월 8일  | 1757년 6월 12일 | 4일       | 지지 부족 |
| 윌리엄 풀트니 | 배스 백작                                   | 휘그당            | 1746년 2월 10일 | 1746년 2월 12일 | 2일             | 지지 부족 |           |

## 내용주
1. ↑  25 7월 2025 기준

## 같이 보기
- 영국 총리의 역사
- 재임 기간에 따른 영국 야당 지도자 목록
- 영국의 총리 목록
- 나이순 영국 총리 목록
- 재임 기간에 따른 호주 총리 목록
- 재임 기간에 따른 캐나다 총리 목록
- 재임 기간에 따른 뉴질랜드 총리 목록